# لئوناردو آسترادا
لئوناردو آسترادا (اسپانیایی: Leonardo Astrada‎؛ زادهٔ ۶ ژانویهٔ ۱۹۷۰) بازیکن فوتبال اهل آرژانتین است.

## باشگاهی
از باشگاه‌هایی که در آن بازی کرده‌است می‌توان به باشگاه فوتبال گرمیو و باشگاه فوتبال ریور پلاته اشاره کرد.

## تیم ملی
وی همچنین در آرژانتین بازی کرده‌است.